# Sui (cây)
Cây sui, còn được gọi là cây thuốc bắn, có tên khoa học Antiaris toxicaria, là một loài thực vật có hoa trong họ Moraceae. Loài này được Lesch. mô tả khoa học đầu tiên năm 1810.

## Phân loài, thứ
- Antiaris toxicaria var. africana Scott-Elliot ex A.Chev.
- Antiaris toxicaria subsp. humbertii (Leandri) C.C.Berg
- Antiaris toxicaria subsp. macrophylla (R.Br.) C.C.Berg
- Antiaris toxicaria subsp. madagascariensis (H.Perrier) C.C.Berg
- Antiaris toxicaria var. usambarensis (Engl.) C.C.Berg
- Antiaris toxicaria subsp. welwitschii (Engl.) C.C.Berg

## Phân bố địa lý
Cây sui mọc hoang khá nhiều ở các miền núi Việt Nam. Ngoài ra còn mọc hoang cả ở miền nam Trung Quốc (Hải Nam, Quảng Đông, Quảng Tây, nam Vân Nam), Ấn Độ, Indonesia, Malaysia, Myanmar, Thái Lan và Sri Lanka.

## Thu hái
Nhựa sui thường được lấy bằng cách băm vỏ cây, thu nhập nhựa chảy ra, dùng để tẩm tên thuốc độc bằng tre hay bằng kim loại để săn bắn thú dữ lớn. vỏ cây sui được làm chăn đắp hay may quần áo hoặc làm túi đựng các đồ vật. 

## Hình ảnh

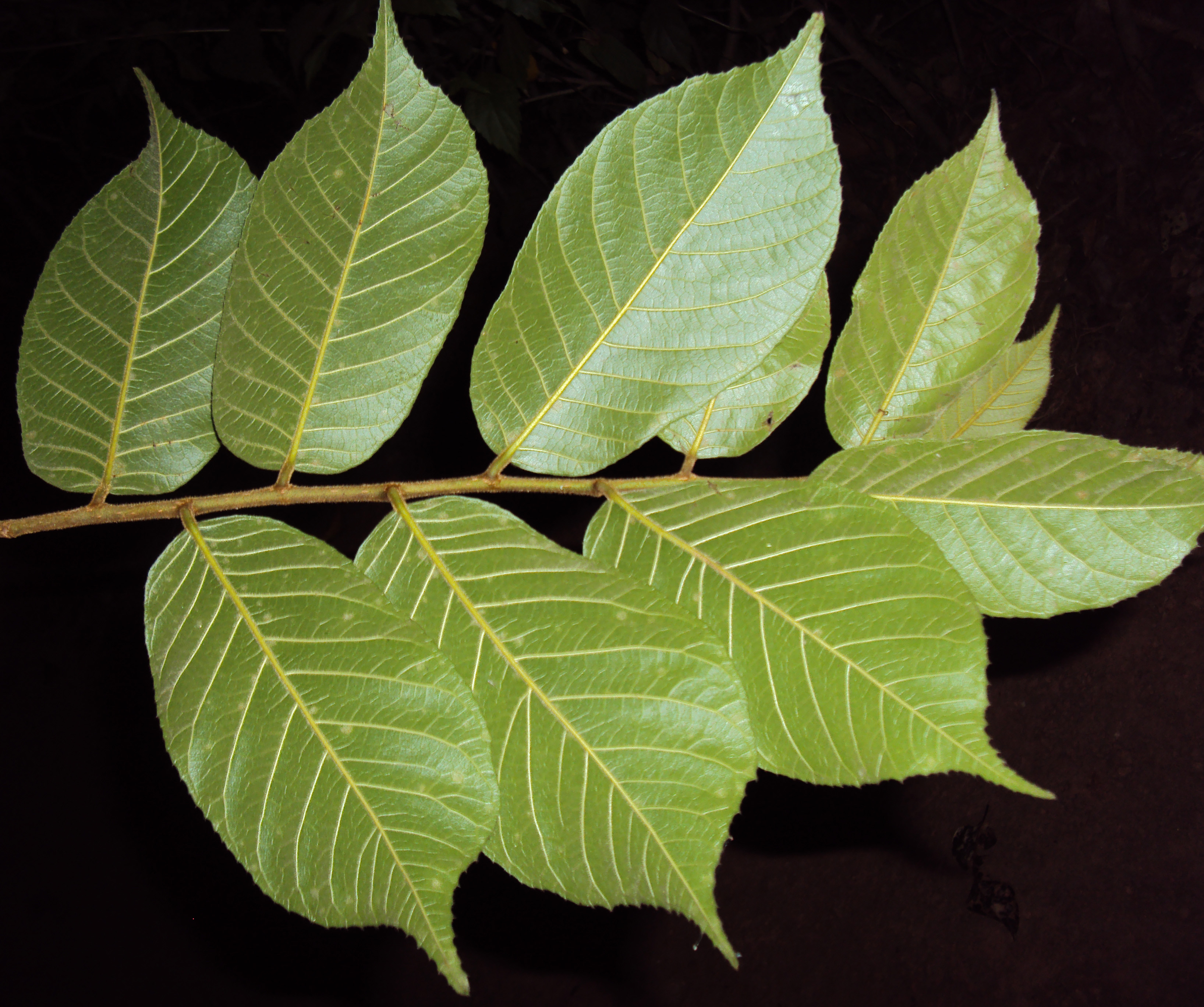
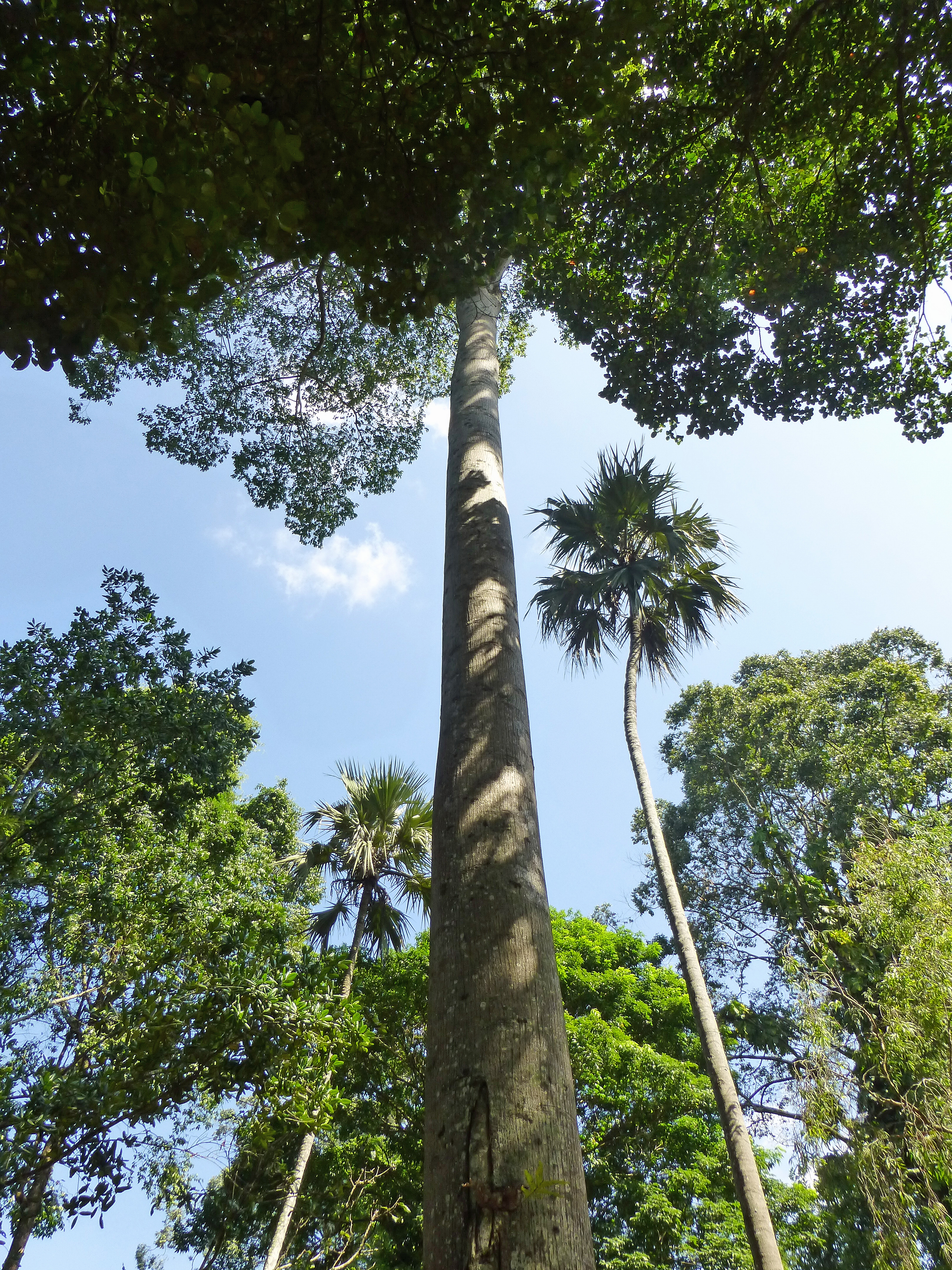
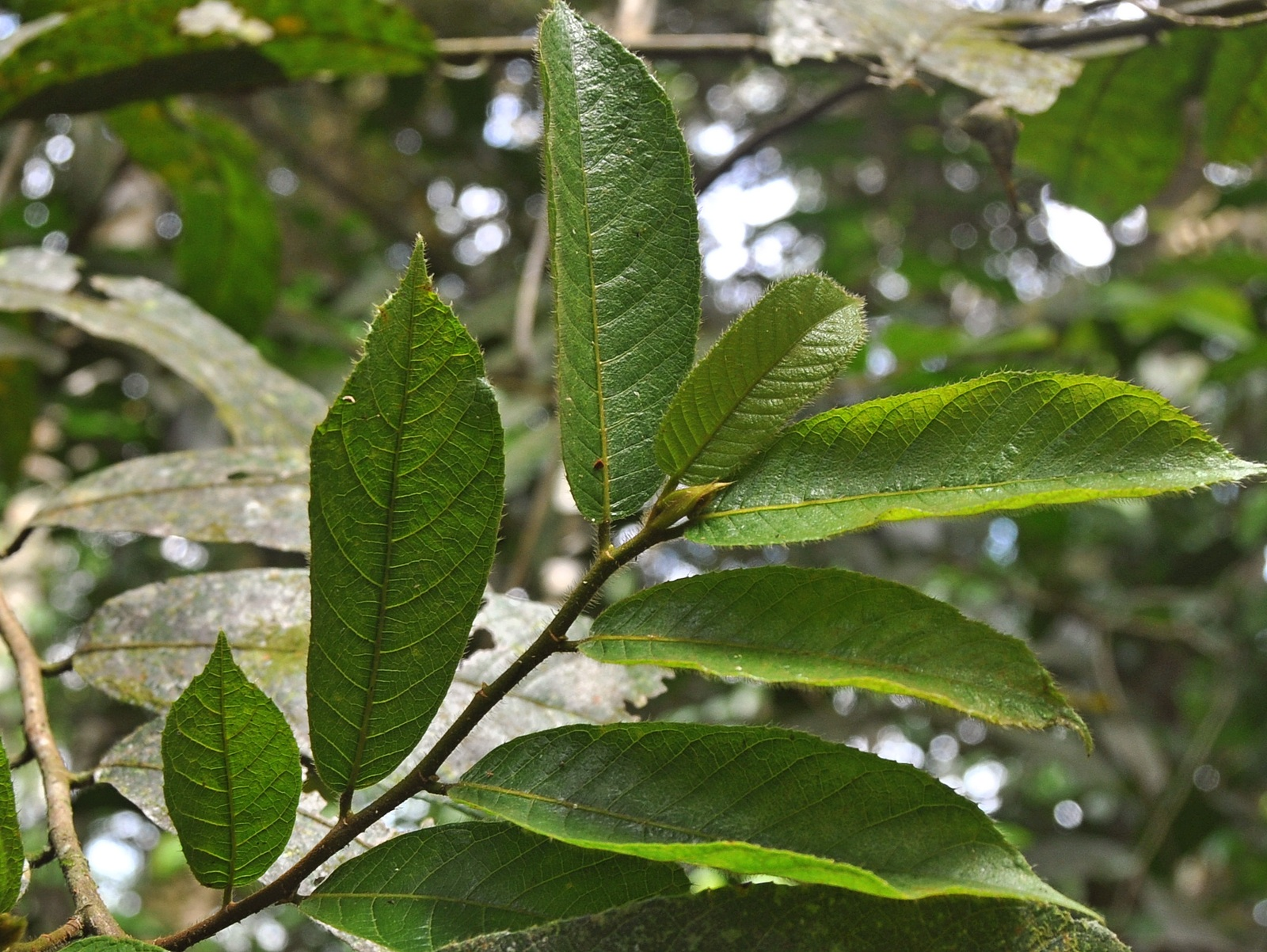
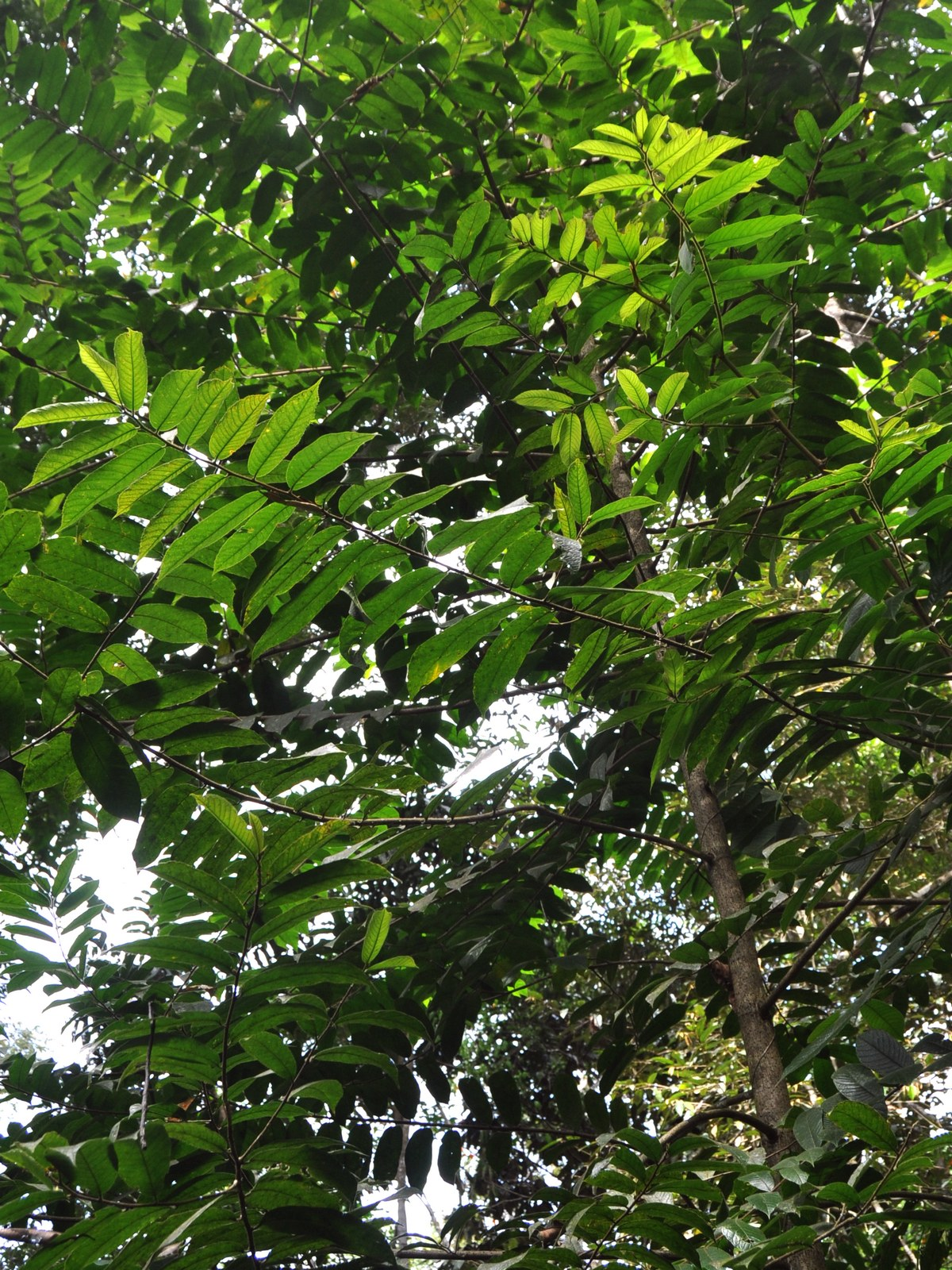